# Hoxhaismus

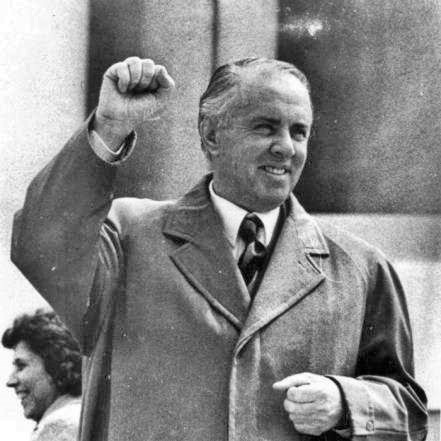
Enver Hoxha 1971

Der Hoxhaismus ist eine Variante des sogenannten antirevisionistischen Marxismus-Leninismus, die sich in den späten 1970er Jahren aufgrund einer Spaltung der maoistischen Bewegung entwickelte und nach dem ideologischen Streit zwischen der Kommunistischen Partei Chinas und der Partei der Arbeit Albaniens 1978 entstand. Die Ideologie ist nach Enver Hoxha benannt, der von 1944 bis 1985 diktatorischer Herrscher der Sozialistischen Volksrepublik Albanien und Erster Sekretär der Partei der Arbeit Albaniens war.

## Übersicht
Der Hoxhaismus grenzt sich durch eine strikte Verteidigung des Erbes Josef Stalins, der Sowjetunion unter dem Stalinismus und heftiger Kritik an praktisch allen anderen – sich entwickelnden – kommunistischen Ideologien als „revisionistisch“ ab – er definiert Strömungen wie den Eurokommunismus als antikommunistische Bewegungen.
Enver Hoxha, der die Vereinigten Staaten, die Sowjetunion, China und Jugoslawien besonders kritisierte, bezeichnete sie als „sozialimperialistisch“ und verurteilte die sowjetische Invasion der Tschechoslowakei 1968, bevor er Albanien als Reaktion aus dem Warschauer Pakt zurückzog. Der Hoxhaismus postuliert das Recht der Nationen, den Sozialismus auf unterschiedlichen Wegen zu verfolgen, basierend auf den jeweiligen Bedingungen in den einzelnen Ländern, wobei Hoxha persönlich die Ansicht vertrat, dass der Titoismus in seiner Praxis „antimarxistisch“ sei.
Ein Merkmal des Hoxhaismus war, dass Albanien 1967 zum ersten atheistischen Staat der Welt erklärt wurde.
Den Albanern gelang es, ideologisch einen großen Teil der Maoisten zu gewinnen, vor allem in Lateinamerika (wie die Volksbefreiungsarmee, die marxistisch-leninistische Kommunistische Partei Ecuadors sowie die Revolutionäre Kommunistische Partei Brasiliens).
Nach dem Fall der Sozialistischen Volksrepublik Albanien 1990 gruppierten sich die hoxhaistischen Parteien um eine 1994 gegründete Internationale Konferenz und die Veröffentlichung Einigkeit und Kampf.

## Kritik
Besonders kritisiert wird der Personenkult, der um Hoxha entwickelt wurde, was ihn zu einem „albanischen Stalin“ machte, was von Befürwortern jedoch zurückgewiesen wird. Viele sehen im Hoxhaismus den bloßen Versuch Enver Hoxhas, dem Stalinismus seinen Stempel aufzudrücken.
Zudem wurden in Albanien ein allgemeines Religionsverbot verhängt und Albanien am 6. Februar 1967 zum ersten und einzigen atheistischen Staat der Welt erklärt. Die staatlich indoktrinierte Ideologie, oft als „Albanertum“ institutionalisiert, nahm die Rolle einer „Ersatzreligion“ ein.
Die brutale Verfolgung aller Andersdenkender durch das staatliche Regime und das Fehlen jeglicher rechtsstaatlicher Prinzipien führte zu unzähligen Opfern. Tausende von Menschen wurden vom System getötet, darunter auch Politiker aus den höchsten Kadern. Zehntausende wurden verfolgt. Ein funktionierendes Justizwesen wurde, da angeblich unnötig, abgeschafft. Politische Gefangene mussten unter unmenschlichen Bedingungen in Bergwerken und für verschiedenste Infrastrukturprojekte und Bauprojekten arbeiten. Familien wurden für die Verfehlungen einzelner zur Rechenschaft gezogen, beispielsweise in abgelegene Gebiete verbannt ohne Möglichkeiten, eine höhere Ausbildung zu absolvieren. Die Vertreter des Regimes zeigten nie ein Unrechtsbewusstsein für die Gräueltaten des Hoxhaismus.

## Liste hoxhaistischer Parteien
Viele der folgenden Parteien traten und treten nie zu Wahlen an und wenn, dann meist erfolglos und hatten beziehungsweise haben als Splittergruppen nur wenige Mitglieder und kaum öffentliche Aufmerksamkeit. Als einzige Ausnahme davon kann die Kommunistische Partei Brasiliens PCdoB genannt werden. Viele der Albanien zugewandten Gruppierungen waren in ideologische Machtkämpfe verfallen, mit Spaltungen oder Auflösungen als Folge. Die albanischen Medien stellten sie oft als viel bedeutender dar, als dies der Wirklichkeit entsprach.

### Aktiv
1. Albanien: Albanische Kommunistische Partei, ideologische Nachfolgerin der Partei der Arbeit Albaniens
2. Benin: Kommunistische Partei Benins, Marxistisch-Leninistische Kommunistische Partei Benins
3. Bolivien: Revolutionäre Kommunistische Partei
4. Brasilien: Revolutionäre Kommunistische Partei
5. Burkina Faso: Voltaische Revolutionäre Kommunistische Partei
6. Chile: Chilenische Kommunistische Partei (Proletarische Aktion) (Partido Comunista Chileno (Acción Proletaria))
7. Dänemark: Kommunistische Arbeiterpartei
8. Dominikanische Republik: Kommunistische Partei der Arbeit
9. Elfenbeinküste: Revolutionary Communist Party of Côte d'Ivoire
10. Ecuador: Marxistisch-Leninistische Kommunistische Partei Ecuadors (Gruppe der Volkskämpfer) (Partido Comunista Marxista Leninista del Ecuador)
11. Frankreich: Kommunistische Arbeiterpartei Frankreichs
12. Griechenland: Bewegung zur Neuorganisation der Kommunistischen Partei Griechenlands 1918–1955
13. Indien: Kommunistische Ghadar-Partei Indiens
14. Iran: Labour Party of Iran
15. Italien: Kommunistische Plattform
16. Kanada: Kommunistische Partei Kanadas (Marxistisch-Leninistisch) (Communist Party of Canada (Marxist-Leninist))
17. Kolumbien: Kommunistische Partei Kolumbiens (Marxistisch-Leninist),  Volksbefreiungsarmee (Guerillagruppe)
18. Mali: Malische Partei der Arbeit
19. Mexiko: Kommunistische Partei Mexikos (Marxistisch-Leninist)
20. Nicaragua: Marxistisch-leninistische Volksaktionsbewegung
21. Spanien: Kommunistische Partei Spaniens (marxistisch-leninistisch), Marxistisch-Leninistische Partei (Kommunistischer Wiederaufbau)
22. Togo: Kommunistische Partei Togos
23. Tunesien: Arbeiterpartei
24. Venezuela: Marxistisch-Leninistische Kommunistische Partei Venezuelas, Rote-Flagge-Partei
25. Vereinigtes Königreich: Revolutionäre Kommunistische Partei Großbritanniens (Marxistisch-Leninistisch) (Revolutionary Communist Party of Britain (Marxist-Leninist))
26. Vereinigte Staaten: Partei der Arbeit Amerikas,  U.S. Marxistisch-leninistische Organisation

### Historisch
1. Albanien: Partei der Arbeit Albaniens (Partia e Punës e Shqipërisë)
2. Äthiopien: Marxistisch-Leninistische Liga von Tigray, Volksbefreiungsfront von Tigray, Äthiopische Volksrevolutionäre Demokratische Front
3. Bolivien: Kommunistische Partei (Marxistisch-Leninistisch) Boliviens
4. Dänemark: Kommunistische Partei Dänemarks/Marxisten-Leninisten
5. Deutschland: Kommunistische Partei Deutschlands/Marxisten-Leninisten, Kommunistische Partei Deutschlands (Roter Morgen)
6. Färöer: Fortschritt für die Inseln (Marxistisch-Leninistisch)
7. Griechenland: Organisation der Kommunisten und Marxisten-Leninisten von Griechenland
8. Island: Kommunistische Einheit (Marxistisch-Leninistisch)
9. Irland: Kommunistische Partei Irlands (Marxistisch-Leninist) (Communist Party of Ireland (Marxist-Leninist))
10. Italien: Organisation der Kommunistischen Partei des Proletariats Italiens
11. Japan: Japanische Kommunistische Partei (Linke Fraktion)
12. Neuseeland: Kommunistische Partei Neuseelands
13. Niederlande: Arbeiterpartei der Niederlande (Aufbauorganisation)
14. Norwegen: Kommunistische Arbeiterliga, Marxistisch-Leninistische Liga, Marxistisch-Leninistische Gruppenrevolution
15. Portugal: Kommunistische Partei (Neugründung)
16. Schweden: Kommunistische Partei Schwedens
17. Spanien: Kommunistische Partei Spaniens (Marxistisch-Leninistisch)
18. Suriname: Kommunistische Partei Surinames
19. Trinidad und Tobago: Kommunistische Partei von Trinidad und Tobago
20. Türkei: Kommunistische Partei der Türkei/Marxistisch-Leninist – Bewegung
21. Venezuela: Rote-Flagge-Partei
22. Vereinigtes Königreich: Communist League of Great Britain
23. Vereinigte Staaten: Revolutionäre Organisation der Arbeit, Marxistisch-Leninistische Partei, Black Panther Party